# Plagiolepis tauricus
Plagiolepis tauricus é uma espécie de formiga do gênero Plagiolepis, pertencente à subfamília Formicinae.